# Mia Yim
 (juillet 2021).
Pour les articles homonymes, voir Bell et Yim.
Mia Yim, née Stephanie Bell, (née le 16 avril 1989 à Fontana (Californie)) est une catcheuse (lutteuse professionnelle) américaine. Elle travaille actuellement à la World Wrestling Entertainment, dans la division SmackDown, sous le nom de Michin.
Elle est principalement connue pour son travail dans diverses fédérations en Amérique du Nord ainsi principalement à la Shimmer Women Athletes et la Shine Wrestling et obtient dans cette dernière le championnat individuel de cette fédération ainsi que le championnat par équipe avec Leva Bates (en).
Elle a été une fois Knockout Championne à la Total Nonstop Action Wrestling.

## Jeunesse
Bell s'intéresse au catch vers l'âge de 10 ans et considère que Lita et Trish Stratus sont celles qui lui ont fait comprendre que la pratique de ce divertissement n'est pas réservé qu'aux hommes. Elle grandit à Vienna en Virginie et fait partie de l'équipe de volleyball de la  James Madison High School. Elle intègre ensuite la Marymount University (en) où elle étudie les technologies de l'information et fait partie de l'équipe de volleyball.

## Carrière de catcheuse

### Débuts et diverses fédérations (2009-...)
Bell commence à s'entraîner dans une école de catch à Manassas dès ses 18 ans. Elle dispute son premier match sous le nom de Mia Yim à la Jersey All Pro Wrestling le 14 novembre 2009 où elle perd face à Annie Social.
Au cours de ses premiers matchs, elle rencontre DJ Hyde (en), le propriétaire de la Combat Zone Wrestling (CZW), ainsi que Daizee Haze qui lui propose de se perfectionner au sein de son école ainsi que dans celle de Ring of Honor (ROH). Dans le même temps, elle continue à faire des matchs et perd le 31 juillet 2010 face à Mickie James à la Maryland Championship Wrestling dans un des matchs annexe de la Shamrock Memorial Cup.
Elle commence à travailler dans ces deux fédérations en tant que valet et « petite amie » d'Adam Cole à la CZW et fait partie du clan The Embassy à la ROH. Durant son passage à la CZW, elle aide notamment Cole à remporter le tournoi Best Of The Best X le 9 avril 2011 en intervenant en demi-finale où elle distrait Zack Sabre, Jr. puis au cours de la finale face à Sami Callihan. Le 6 novembre, elle fait son premier match à la ROH où elle perd face à MsChif (en). Six jours plus tard, elle perd face à Greg Excellent dans un match inter genre le 12 novembre, leur rivalité continue en début d'année 2012 où Excellent gagne à nouveau le 14 janvier mais Yim gagne le 10 mars un Tables, Ladders and Chairs match qui marque la fin de cette rivalité,,.
À la CZW, elle devient la rivale de Kimber Lee après sa défaite face à elle le 27 avril 2012, elles s'affrontent à nouveau dans un match par équipe mixte au cours de Down with the Sickness où Lee et Drew Gulak l'emportent face à Yim et Greg Excellent, Lee faisant le tombé sur sa rivale,.
Le 16 mars 2013, elle remporte son premier titre en devenant championne féminine de la National Wrestling Alliance Florida Underground Wrestling (NWA FUW) après sa victoire sur La Rosa Negra.

### Shimmer Women Athletes (2010-2018)

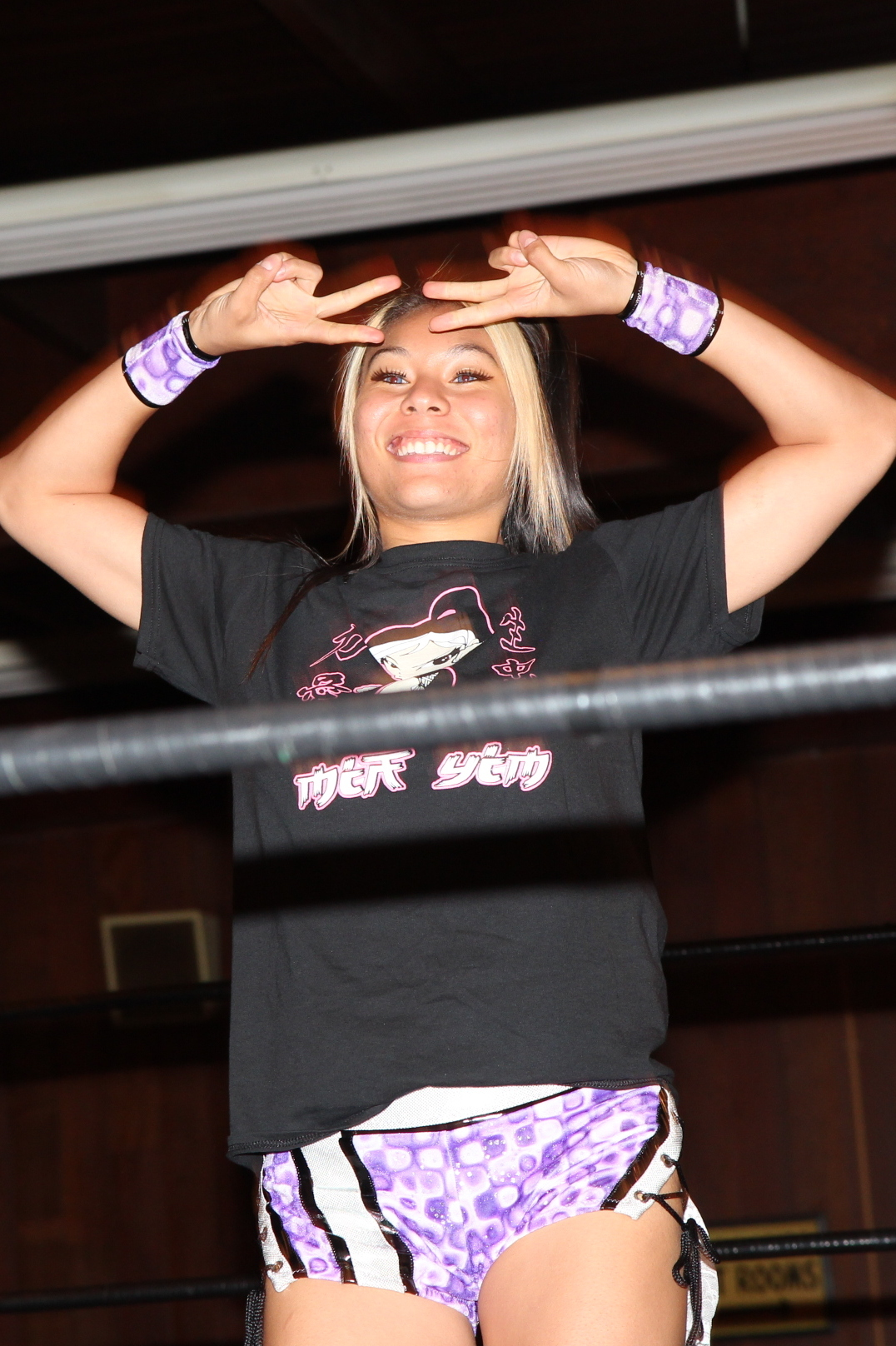
Mia Yim en avril 2013.

Elle commence à travailler pour la Shimmer Women Athletes (SHIMMER) le 11 septembre 2010 où avec Taylor Made elle remporte un match par équipe face à Maja Svensson et Mena Libra avant l'enregistrement de SHIMMER Volume 33.
Elle fait équipe avec Jamilia Craft pour son premier match enregistré qu'elles perdent face à Allison Danger (en) et Leva Bates (en) au cours de SHIMMER Volume 37. La SHIMMER l'utilise comme jobber et elle enchaîne les défaites notamment face à Kana le 1er octobre au cours SHIMMER Volume 41 et Amazing Kong le 6 avril 2013 à SHIMMER Volume 53 ,. Huit jours après sa défaite face à Amazing Kong, elle remporte son premier match simple dans cette fédération face à Evie au cours de SHIMMER Volume 56.
Le 13 avril 2014 au cours de SHIMMER Volume 65, elle affronte Cheerleader Melissa pour le championnat de la SHIMMER, cette dernière conserve son titre.
Le 28 mars 2015, elle participe au ChickFight Tournament qui se dispute au cours deSHIMMER Volume 71 où elle élimine Athena au premier tour avant d'être disqualifié au tour suivant face à Cheerleader Melissa car Jessicka Havok attaque Melissa. Le 10 octobre, elle tente de devenir challenger pour le championnat de la SHIMMER mais elle se fait éliminer d'une bataille royale remporté par Candice LeRae. Le mêm jour, elle participe avec Leva Bates (en) au tournoi pour désigner les nouvelles challengers pour le championnat par équipe de la SHIMMER mais elles se font sortir dès le premier tour par Tessa Blanchard et Vanessa Kraven (en) au cours de SHIMMER Volume 77.

### Passages au Japon (2011-2014)
En mai 2011, peu après la fin de ses études, elle part au Japon où elle rejoint l'Universal Woman's Pro Wrestling REINA (REINA). Elle participe au tournoi pour désigner la première championne international poids-lourds junior de la REINA et du Consejo Mundial de Lucha Libre (CMLL) où elle atteint la demi-finale après sa victoire sur Saya le 14 août avant d'être éliminée en demi-finale par Ray le 20. Le 23 septembre, elle fait équipe avec Sara Del Rey au cours du tournoi pour désigner les premières championnes par équipe de la REINA mais elles se font éliminer dès le premier tour par Nicole Matthews et Portia Perez.
Elle revient au Japon le 13 mai 2012 où au cours du spectacle célébrant le premier anniversaire de la REINA, elle perd un match par équipe avec Aoi Ishibashi face à Kyoko Inoue (en) et Sareee. Le 9 juin, elle remplace au pied levé Aoi Ishibashi qui vient de se blesser en demi-finale du tournoi pour désigner les championnes par équipe de la REINA X World pour la finale où avec Aki Kambayashi elles perdent face à Hikaru Shida et Tsukasa Fujimoto.
Le 25 janvier 2014, elle est aux Philippines pour un spectacle coorganisé par la Wrestling New Classic (WNC) et la Philippine Wrestling Revolution où elle affronte Syuri (en) pour le championnat féminin de la WNC ainsi que le championnat du monde de la REINA et le championnat international de la REINA-CMLL, cette dernière sort gagnant de cet affrontement et conserve ses trois ceintures.

### SHINE Wrestling et fédérations liées (2012-2017)
Elle débute à la Shine Wrestling (SHINE) le 17 août 2012 au cours de SHINE 2 où elle bat Sassy Stephie (en).
Le 24 mai 2013, elle se qualifie pour le premier tour du tournoi pour désigner la première championne de la SHINE en remportant son match face à Mercedes Martinez au cours de SHINE 10. Le 12 juillet au cours de SHINE 11, elle atteint la finale de ce tournoi en éliminant successivement Leva Bates (en) puis Ivelisse mais échoue face à Rain (en) en finale. Elle a l'occasion de devenir challenger pour ce titre le 23 août au cours de SHINE 12 mais Jessicka Havok gagne le Three way match comprenant aussi Ivelisse.
Le 28 février 2014 au cours de SHINE 17, elle fait équipe avec Leva Bates (en) et se font appeler les Lucha Sisters et deviennent les premières championnes par équipe de la SHINE en remportant un tournoi où elles éliminent Cherry Bomb et Kimber Lee au premier tour puis Jessie Belle Smothers (en) et Sassy Stephie (en) avant de battre Allysin Kay et Taylor Made en finale. Le 4 avril, elles défendent avec succès leur titre face à Nevaeh (en) et Sassy Stephie au cours d'A Wrestling Odyssey, un spectacle organisé par la World Wrestling Network. Elles font de même deux semaines plus tard au cours de SHINE 18 face à Evie et Madison Eagles (en). Le 3 mai au cours d'un spectacle de la Full Impact Pro (FIP), elle affronte Ivelisse dans un match où le championnat de la SHINE de cette dernière est en jeu mais elles se font attaquer par des hommes masqués et l'arbitre décide d'arrêter le match. Le 22 juin au cours d'un spectacle de la FIP, elle et Bates interrompent le match opposant Ivelisse à Candice LeRae pour le changer en match pour le championnat par équipe de la SHINE où elles gardent leur ceintures. Leur règne prend cependant fin cinq jours plus tard au cours de SHINE 20, où Legendary (Malia Hosaka et Brandi Wine) les battent. Elle fait partie des participantes de la tournée en Chine du World Wrestling Network, la maison mère de la SHINE, où elle remporte le 16 novembre championnat de la SHINE après sa victoire sur Ivelisse. Elle défend pour la première fois son titre le 5 décembre face à Nevaeh où Ivelisse intervient en donnant un coup de pied au visage de Yim causant la disqualification de Nevaeh.
Le 10 janvier 2015, Yim perd à la FIP un match face à Santana Garrett où le titre de championne de la SHINE n'est pas en jeu. Cette défaite fait de Garrett la challenger pour le titre de championne de Yim 13 jours plus tard durant SHINE 24 où Yim est la gagnante de ce match. Nevaeh (en) a elle aussi l'occasion de devenir championne le 6 mars au cours de SHINE 25 dans un match au meilleur des trois tombés mais elle n'arrive pas à vaincre Yim. Son règne de championne de la SHINE prend fin le 3 avril face à Santana Garrett qui met en jeu son titre de championne du monde féminine de la National Wrestling Alliance.

### Total Nonstop Action Wrestling (2014-2017)
Mia Yim apparaît pour la première fois à la Total Nonstop Action Wrestling le 10 mai 2014 au cours de l'enregistrement de One Night Only: Knockouts Knockdown diffusé le 7 novembre. Ce jour-là, elle bat Brittany dans un match simple puis participe en fin de spectacle à une Gauntlet match où elle se fait éliminer par Taryn Terrell.

#### The Dollhouse (2015-2016)
En avril 2015, la TNA annonce l'arrivée prochaine des Dollhouse, une équipe composée de Yim qui change de nom de ring pour s'appeler Jade et Marti Bell (en). Elles apparaissent le 24 avril à Impact où Jade perd par disqualification face à Laura Dennis après l'intervention de Marti Bell. Ce match se termine par une agression des Dollhouse sur Christy Hemme car elle annonce la défaite de Jade. Plus tard, les Dollhouse interviennent dans le match sans disqualification pour le championnat féminin des Knockout de la TNA opposant Taryn Terrell à Awesome Kong en aidant Terrell.

#### TNA Knockouts Champion et départ (2016-2017)
Lors de l'épisode d'Impact du 5 avril 2016, Jade gagne le championnat féminin des Knockout en battant Gail Kim et Madison Rayne dans un match triple menace. La semaine suivante, Jade conserve son titre face à Madison Rayne. Lors de l'épisode d'Impact du 10 mai, Jade conserve son titre contre Gail Kim après que Sienna soit intervenue pour attaquer les deux catcheuses. Lors de l'épisode d'Impact du 31 mai, Jade et Gail Kim battent Sienna et Allie. Lors de Slammiversary, Jade perd son titre dans un match triple menace contre Gail Kim et Sienna, cette dernière remportant la ceinture. Vers la fin de ce match, Marti Bell intervient et attaque Jade, ce qui mène à sa défaite. Lors de l'épisode d'Impact le 25 août, Jade perd un five-way match pour le titre féminin qui incluait la championne Sienna, Marti Bell, Madison Rayne et Allie, cette dernière remportant le match. Lors de l'épisode du 1er décembre, Jade perd contre Rosemary dans un match en cage et ne gagne pas le titre féminin.

### World Wrestling Entertainment (2017-2021)
Au mois de juillet 2017, la World Wrestling Entertainment (WWE) annonce que Mia Yim est une des 32 participantes du Mae Young Classic. Elle élimine Sarah Logan au premier tour le 28 août avant d'être sorti du tournoi par Shayna Baszler le 6 septembre,.
Le 10 octobre 2018, elle passe le deuxième tour du Mae Young Classic en battant Kaitlyn.

#### NXT(2018-2020)
Le 24 octobre à NXT, elle fait ses débuts dans la brand jaune, en tant que Face, en battant Aliyah.
Le 13 février 2019 à NXT UK, elle fait ses débuts en perdant face à Jinny.
Le 1er juin à NXT TakeOver: XXV, elle bat Bianca Belair.
Le 10 août à NXT TakeOver: Toronto, elle ne remporte pas le titre féminin de la NXT, battue par Shayna Baszler par soumission.
Le 26 janvier 2020 au Royal Rumble, elle entre dans le Royal Rumble match féminin en 12e position, mais se fait éliminer par Alexa Bliss.
Le 7 juin à NXT TakeOver: In Your House, Shotzi Blackheart, Tegan Nox et elle battent Candice LeRae, Dakota Kai et Raquel Gonzalez dans un 6-Woman Tag Team match.

#### Draft àRaw, RETRIBUTION, Draft àSmackDownet départ (2020-2021)
Le 21 septembre à Raw, elle effectue un Heel Turn en rejoignant officiellement le clan RETRIBUTION.
Le 12 octobre à Raw, RETRIBUTION rejoint officiellement le show rouge et elle change de nom pour RECKONING. Le 30 novembre à Raw, elle dispute son premier match en perdant face à Dana Brooke.
Le 19 avril 2021, SLAPJACK et elle sont officiellement transférés à SmackDown.
Le 4 novembre, elle est renvoyée par la compagnie.

### Retour à Impact Wrestling (2022)
Le 7 mai 2022, lors de Under Siege, elle fait son retour à Impact Wrestling en sauvant Taya Valkyrie d'une attaque de Deonna Purrazzo.

### Retour à la World Wrestling Entertainment (2022-...)
Le 7 novembre 2022 à Raw, elle fait son retour à la World Wrestling Entertainment un an après son renvoi en tant que Face, sous le nom de Mia Yim, s'allie officiellement avec The O.C et attaque Rhea Ripley, ce qui provoque une bagarre générale entre ses trois nouveaux compères et le Judgment Day (Finn Bálor, Damian Priest et Dominik Mysterio). Le 26 novembre aux Survivor Series: WarGames, Alexa Bliss, Asuka, Bianca Belair, Becky Lynch et elle battent Damage CTRL (Bayley, Dakota Kai, IYO SKY), Nikki Cross et Rhea Ripley dans son tout premier Women's WarGames match.
Le 28 janvier 2023 au Royal Rumble, elle entre dans le Women's Royal Rumble match en 23e position, élimine Nia Jax (avec l'aide de 9 Superstars féminines) et Shotzi avant d'être elle-même éliminée par Piper Niven.
Le 28 avril à SmackDown, lors du Draft, le quartet est annoncé être officiellement transféré au show bleu par Teddy Long.
Le 27 janvier 2024 au Royal Rumble, elle entre dans le Women's Royal Rumble match en 25e position, mais se fait éliminer par Nia Jax.
Le 9 juin à NXT Battleground, elle ne devient pas la première championne Nord-Américaine de NXT de l'histoire, battue par Kelani Jordan dans un Ladder match qui inclut également Sol Ruca, Lash Legend, Fallon Henley et Jaida Parker. 
Le 14 décembre à Saturday Night's Main Event XXXVII, elle ne devient pas la première championne des États-Unis de l'histoire, battue par Chelsea Green en finale du tournoi.

## Palmarès
- Florida Underground Wrestling (NWA FUW)
  - Championne féminine de la NWA FUW[72]
- Shine Wrestling (SHINE)
  - Championne de la SHINE (1 fois)[73]
  - Championne par équipe de la SHINE (1 fois) avec Leva Bates (en)[74]
- Total Nonstop Action Wrestling (TNA)
  - 1 fois Championne des Knockouts de la TNA

## Récompenses des magazines
- Pro Wrestling Illustrated

| Année | 2013 | 2014 | 2015 | 2016 | 2017 | 2018 | 2019 | 2020 | 2021        | 2022 |
| ----- | ---- | ---- | ---- | ---- | ---- | ---- | ---- | ---- | ----------- | ---- |
| Rang  | 41   | 20   | 26   | 6    | 16   | 38   | 25   | 36   | Non classée | 133  |

## Vie privée
Elle est actuellement en couple et mariée avec le catcheur de la All Elite Wrestling, Keith Lee.

## Filmographie
- 2020 : Le Catcheur masqué (The Main Event) de Jay Karas : Elle-même